# .LIVE
.LIVE（どっとライブ）は、株式会社アップランドが運営するバーチャルYouTuberプロダクションである。

## 概要
バーチャルYouTuberプロダクションとしては、最古参の運営の1つである。
特に、電脳少女シロとばあちゃるは、「バーチャルYouTuber」という概念を初めて名乗った先駆者・キズナアイに続く、バーチャルYouTuber黎明期の草分け的存在である。
特に電脳少女シロは前述のキズナアイやミライアカリ、バーチャルのじゃロリ狐娘YouTuberおじさん、輝夜月らと共にバーチャルYouTuber界を黎明期から牽引してきた「バーチャルYouTuber四天王」の1人とされる。
流行語として「バーチャルYouTuber」が第2位に初ランクインした2018年の「ネット流行語100」では第5位に「電脳少女シロ」、第14位に「ばあちゃる」が選出されている。
嚆矢は2017年6月28日、電脳少女シロ「君色に染まる”を踊ってみた」を公開し、社内技術者のトレーニングも兼ね「まずはやってみよう」という精神からバーチャルYouTuber事業が始まった。
その後、主に技術面からバーチャルYouTuber運営のノウハウを蓄積し、2018年1月4日の 第1回「バーチャルYouTuber勉強会」を経て、2017年末から爆発的に広がったバーチャルYouTuberブームを牽引しつつ、バーチャルYouTuberの増加や多様性に繋がる一翼を担った。
所属メンバーは「所属タレント」と呼ばれるように、活動のプラットフォームはYouTubeに限らず 書籍、ラジオ、テレビ、舞台、映画など幅広い活動を業界に先駆けて（世界初〜という枕詞が多い）行っており、そのため、早い時期から3Dモデルを使用していることも特徴である。
2023年4月14日には株式会社MBSイノベーションドライブが、コンテンツ領域での事業拡大を目指すために運営元である株式会社アップランドの発行株式総数の過半数を取得し、子会社化することを発表した。これによりMBSグループの一員となる。
2023年11月13日、同年12月24日に日本教育会館一ツ橋ホールにて「.LIVE 2nd fes. Starry Holiday ～過去と未来を巡る星物語～」を開催することを発表した。

## 所属タレント
出典：
|                              | 名前             | 英名             | 活動開始日    | 誕生日   | YouTube                                       | 登録者数（万人） |
| ---------------------------- | ---------------- | ---------------- | ------------- | -------- | --------------------------------------------- | ---------------- |
| 初期メンバー                 | 電脳少女シロ     | Cyber-Girl Siro  | 2017年6月28日 | 8月12日  | Siro Channel                                  | 64               |
| 初期メンバー                 | ばあちゃる       | UBIBA            | 2017年8月9日  | 8月9日   | 【世界初?!】男性バーチャルYouTuber ばあちゃる | 9.53             |
| 1期生 2018年5月4日より所属   | 花京院ちえり     | Kakyoin Chieri   | 2018年3月21日 | 3月16日  | 花京院ちえり                                  | 15.5             |
| 1期生 2018年5月4日より所属   | もこ田めめめ     | Mokota Mememe    | 2018年3月8日  | 3月23日  | もこめめ*channel                              | 17.1             |
| 1期生 2018年5月4日より所属   | カルロ・ピノ     | Carro Pino       | 2018年5月4日  | 7月7日   | カルロ・ピノ                                  | 13.1             |
| 1期生 2018年5月4日より所属   | ヤマト イオリ    | Yamato Iori      | 2018年5月20日 | 11月10日 | ヤマト イオリ                                 | 10.2             |
| 1期生 2018年5月4日より所属   | 神楽すず         | Kagura Suzu      | 2018年5月20日 | 12月15日 | 神楽すず                                      | 9.74             |
| 3期生 2020年12月26日所属発表 | 七星みりり       | Nanahoshi Milily | 2021年1月3日  | 9月12日  | 七星みりり                                    | 2.43             |
| 3期生 2020年12月26日所属発表 | リクム           | Rikumu           | 2021年1月3日  | 6月10日  | リクム                                        | 2.69             |
| 3期生 2020年12月26日所属発表 | ルルン・ルルリカ | Rurun Rururica   | 2021年1月3日  | 10月30日 | ルルン・ルルリカ                              | 2.86             |

### 主なユニット
| ユニット名 | 略称     | メンバー                                            | 備考                    |
| ---------- | -------- | --------------------------------------------------- | ----------------------- |
| Tr!c trac  | とりとら | 花京院ちえり、カルロ・ピノ、神楽すず、ヤマト イオリ | 1期生による自主ユニット |
| みりくるん |          | 七星みりり、リクム、ルルン・ルルリカ                | 3期生のユニット         |

## 卒業タレント
| 名前         | 英名       | 活動期間                      | 誕生日   | YouTube          |
| ------------ | ---------- | ----------------------------- | -------- | ---------------- |
| メリーミルク | Merry Milk | 2018年3月23日 - 2024年5月17日 | 12月25日 | メリーミルクの森 |

## 出演

### 映画
- 白爪草（2020年9月19日公開、電脳少女シロ・花京院・神楽・カルロ・もこ田・ヤマト出演）
- 白爪草 〜小手毬の選択〜（2022年12月30日公開、もこ田、電脳少女シロ・花京院・神楽・もこ田・ヤマト・リクム出演）

### テレビ番組
2018年
- のとく番〜アイは世界を繋ぐ〜（12月1日、BS日テレ、静止画出演 - シロ・ばあちゃる・アイドル部［もこ田・花京院・夜桜・金剛・ヤマト・カルロ・神楽・八重沢］）

2019年
- バーチャルさんはみている（1月9日 - 3月27日、TOKYO MX、レギュラー出演 - シロ・ばあちゃる、ゲスト出演 - アイドル部［金剛・北上・ヤマト・カルロ・神楽］、生放送出演 - アイドル部［神楽・もこ田・夜桜・花京院］）
- 超人女子戦士 ガリベンガーV（1月17日 - 、テレビ朝日系列、レギュラー出演 - シロ、ゲスト出演 - アイドル部・メリーミルク）
- ゲームズ・ボンド（12月26日、テレビ朝日系列、出演 - シロ・アイドル部［八重沢］）

2020年
- NHKバーチャル紅白歌合戦（1月1日、NHK総合テレビ、出演 - シロ・アイドル部［花京院・カルロ・神楽・もこ田・北上・八重沢］）
- 超サイキ道DX（4月26日、テレ朝チャンネル、出演 - シロ）

### インターネット番組
- VTuber 魔法のリムジン Tokyo 1day Trip（Spotify）[23]
  - 2022年5月30日 - 6月13日、出演 - 神楽・カルロ
  - 2022年7月25日 - 8月8日、出演 - ヤマト・花京院

### インターネットラジオ
- めめめとヨメミのバズってないじゃん!?（2020年4月5日 -、文化放送超!A&G+） - メインパーソナリティ：もこ田めめめ[24]

## イベント
2019年
- ニコニコ超会議2019 バーチャルさんがいっぱい スペシャルバーチャライブ DAY1・DAY2（4月27日・28日、幕張メッセ、出演 - シロ・ばあちゃる・アイドル部［木曽・猫乃木・八重沢］）
- アイドル部 〜1st Anniversary PARTY〜 はんぱないパッション（5月19日、Zepp DyberCity TOKYO、出演 - アイドル部）
- 最強王天鳳予選（6月15日 - 7月20日、出演 - アイドル部［夜桜］）
- MF文庫J『夏の学園祭 2019』（7月28日、ベルサール秋葉原、出演 - アイドル部［カルロ・八重沢・夜桜・花京院］・ばあちゃる）
- 天鳳 / 夜桜杯（8月4日、出演 - アイドル部［夜桜・花京院］）
- BILIBILI WORLD 2019（ 中国）
  - 広州市（8月16日 - 18日、出演 - シロ・アイドル部・ばあちゃる・メリー）
  - 上海市（10月4日 - 6日、出演 - シロ・アイドル部［八重沢・花京院・カルロ・猫乃木・神楽・夜桜］）
  - 成都市（12月21日 - 22日、出演 - シロ・アイドル部［もこ田・八重沢］）

- 超人女子戦士 ガリベンガーV 激突!スーパーヒロイン知能大戦 & 電脳少女シロ生誕祭2（8月24日、豊洲PIT、出演 - シロ・アイドル部［もこ田・夜桜］・ばあちゃる［生誕祭のみ］）
- 東京ゲームショウ2019（9月14日、幕張メッセ、出演 - アイドル部［神楽］）
- DIVE XR FESTIVAL（9月23日、幕張メッセ、出演 - シロ・アイドル部［猫乃木］）
- FAVRIC（9月29日、幕張メッセ、出演 - シロ・アイドル部［牛巻・花京院・もこ田・ヤマト・北上・木曽・金剛］）
- もこ田めめめ1stソロライブ もこもこ毛玉収穫祭（10月8日、ヒューリックホール東京、出演 - アイドル部［もこ田］）
- Vtuberland2019 .LIVEWEEK 〜ちえりーらんど〜（10月11日 - 18日、よみうりランド、出演 - アイドル部［花京院・八重沢・もこ田］・電脳少女シロ・ばあちゃる）
- 池袋ハロウィンコスプレフェス2019 いけびんご DAY1（10月26日、池袋東口エリア、出演 - アイドル部［カルロ］）
- 八景島シロパラダイス 少女とイルカの贈り物（12月28日、八景島シーパラダイス、出演 - シロ・アイドル部［もこ田・カルロ］）
- V-RIZIN2019〜これがオタクの年末ライブ〜（12月29日、さいたまスーパーアリーナ コミュニティアリーナ特設ステージ、出演 - シロ・アイドル部［金剛・花京院・もこ田］）

2020年
- ドワンゴ×どっとライブ バーチャルカラオケ大会 〜れっつ･すぃんぐ･そぉんぐす〜（1月22日、LINE CUBE SHIBUYA、出演 - シロ・アイドル部［花京院・神楽・カルロ・もこ田・八重沢・ヤマト］）
- 超人女子戦士 ガリベンガーV ヒロイン危機一髪!筋肉&妖怪大進撃!!（3月1日 パシフィコ横浜 国立大ホール→ライブ配信に変更）、出演 - シロ・アイドル部［金剛・北上・花京院・神楽・もこ田］）
- bilibili春のV祭り 赏樱会（3月22日、bilibili/ニコニコ Live配信、出演 - シロ、神楽、花京院）
- VTuber Fes Japan @ニコニコネット超会議2020（4月18日 ニコニコ生放送）
- Virtual Music Award 2020（12月28日 立川ステージガーデン、出演 - もこ田）

2021年
- VTuber Fes Japan 2021 DAY1（1月30日 川口総合文化センター・リリア、出演 - 花京院、金剛、もこ田）
- VTuber Fes. UnderLine powered by COMP（2月7日 YouTube、REALITY、出演 - 神楽、もこ田）
- バーチャルユニットフェス「VILLS」vol.2（2021年3月21日 SPWN、出演 - シロ、カルロ、神楽）
- Virtual Music Award 2021 SUMMER（7月3日 - 4日、出演 - シロ、もこ田、花京院）
- SANRIO Virtual Fes in Sanrio Puroland（2021年12月12日、出演 - シロ）
- VILLS vol.3（2021年12月18日、出演 - シロ、花京院、もこ田、カルロ、ヤマト）
- Virtual Music Award2021（12月29日、出演 - シロ、花京院）

2022年
- JM梅田ミュージックフェス（β）（3月12日、出演 - 花京院、カルロ、ヤマト、神楽）
- 『.LIVE 1st fes.星物語』（4月10日 SPWN） .LIVE全体曲「星鏡」1期生統一衣装公開&メンバー初の総出演イベント
- V-Carniva （3月12日、出演 - シロ）
- Summer Voyage!!（7月3日、出演 - シロ、花京院、カルロ、ヤマト）
- 電脳少女シロ生誕祭5（8月12日 - 14日 一ツ橋ホール） 3日間連続のリアルイベント
- Life Like a Live!4（えるすりー）（2022年9月23 - 25日、出演 - シロ、花京院、カルロ、ヤマト）
- とりとらハロウィン 〜仮面朗読会〜（2022年10月29日 一ツ橋ホール、出演 - 花京院、カルロ、神楽、ヤマト）
- Virtual Music Award2022（2022年12月10日 豊洲PIT、出演 - シロ、もこ田、花京院、カルロ）
- すずいお聖音祭（2022年12月14日 一ツ橋ホール、出演 - 神楽、ヤマト）

## 書籍
2018年
- コンプティーク12月号増刊 Vティーク VOL.2（11月10日発売）

2019年
- ぴのらぼ おいしい虫さんたち みんなでやりたい虫クイズ（3月26日発売、KADOKAWA、ISBN 978-4-04-065662-5、著者 - カルロ、絵 - 八重沢）
- 電脳少女シロとアイドル部の清楚な日常 目指せ学園祭大成功!（4月25日発売、MF文庫J、ISBN 978-4-04-065620-5、原作・原案協力 - .LIVE、著者 - 姫ノ木あく）
- たまーじゃん 夜桜たまがマンガで教える麻雀入門（7月26日発売、KADOKAWA、ISBN 978-4-04-065921-3、著者・イラスト・漫画 - 夜桜、イラスト - 花京院、監修 - 土田浩翔）
- ぴのらぼ 絶対に見つからないいきものさん 隠れているやつらを見つけだせ!（7月26日発売、KADOKAWA、ISBN 978-4-04-065858-2、著者 - カルロ、絵 - 八重沢）
- 私の幸せな時間が長い理由（11月10日発売、著者 - ヤマト、イラスト - もこ田）
- 夜桜たま×朝倉康心に学ぶ現代麻雀（12月12日発売、著者・イラスト - 夜桜、監修 - 朝倉康心、漫画 - 大川ぶくぶ）

2020年
- ぴのらぼ キミの町にも恐竜、いる?（7月27日発売、KADOKAWA、ISBN 978-4-04-064770-8、著者 - カルロ、絵 - 八重沢）
- ぼくがまもってあげる（7月27日発売、KADOKAWA、ISBN 978-4-04-064771-5、文・絵 - 八重沢）

## タイアップ
- 横浜ビー・コルセアーズ（2019年3月23日 - 、もこ田・花京院・八重沢が公認応援VTuberに就任）[60]

## オリジナル曲
| 楽曲名                       | リリース日     | 歌手          | 備考       |
| ---------------------------- | -------------- | ------------- | ---------- |
| 花京院ちえりの音楽センス検証 | 2018年7月13日  | 花京院ちえり  |            |
| GO!GO!ちえり!                | 2019年5月19日  | 花京院ちえり  |            |
| 叩ケ 叩ケ 手ェ叩ケ           | 2019年8月24日  | 電脳少女シロ  |            |
| 頭為音頭                     | 2019年8月24日  | 電脳少女シロ  |            |
| 46                           | 2019年8月24日  | 電脳少女シロ  |            |
| またあした                   | 2019年8月24日  | 電脳少女シロ  |            |
| FuwaMoko→LIFE!               | 2019年10月8日  | もこ田めめめ  |            |
| アリエス                     | 2019年10月8日  | もこ田めめめ  |            |
| 狂い花                       | 2020年9月16日  | 電脳少女シロ  | 映画主題歌 |
| Everyday! Gong-Gong!         | 2021年2月3日   | 金剛いろは    |            |
| いろはに↑ほっぷすてっぷ↑↑    | 2021年2月3日   | 金剛いろは    |            |
| 花咲く未来                   | 2021年4月26日  | 北上双葉      |            |
| ゆるふわどりーみん           | 2021年4月26日  | 北上双葉      |            |
| めるへんちぇりっく           | 2021年8月5日   | 花京院ちえり  |            |
| cherry UP!                   | 2021年8月5日   | 花京院ちえり  |            |
| タベチャウゾ                 | 2021年11月12日 | 電脳少女シロ  |            |
| パリピポ☆ぱいーん            | 2021年11月12日 | 電脳少女シロ  |            |
| 星鏡                         | 2022年4月11日  | .LIVE全体曲   |            |
| 乱闘ロック                   | 2022年10月10日 | 電脳少女シロ  |            |
| F!rst Step                   | 2022年11月27日 | Tr!c trac     |            |
| 約束の心                     | 2022年11月27日 | Tr!c trac     |            |
| 灰界                         | 2022年12月26日 | もこ田めめめ  | 映画主題歌 |
| ヤマト魂                     | 2023年5月15日  | ヤマト イオリ |            |
| まっしゅあっぷ               | 2023年5月15日  | ヤマト イオリ |            |

## アイドル部
アイドル部（アイドルぶ）は、ばあちゃるがプロデュースした「.LIVE」の内部ユニット。2018年5月に12名が活動開始した。
2018年3月13日から3月18日にかけて行われた「少女兵器大戦」内に登場するキャラクターの中から10名を選抜するインターネット投票とキャラクター声優のオーディションによってデビューした10名のバーチャルYouTuberに、以前より個人で活動していたバーチャルYouTuberの花京院ちえり、もこ田めめめが加わり、同年5月4日に結成された。
年齢は結成時点でカルロ・ピノが14歳、他が17歳であり。メンバーは1年に0.001歳年を取る。アイドル部メンバーのイメージカラーは、学生証の色及び1周年ライブの際に発売されたペンライトの色によるもので、厳密には公式設定ではない。2019年12月4日に夜桜たま、猫乃木もちが本人の申出により契約解除。
2021年4月30日、ユニットとしてのアイドル部は全員が3年間の活動を満了して「卒業」となった。牛巻りこ、木曽あずき、北上双葉、金剛いろは、八重沢なとりの5名は契約満了により「.LIVE」からも卒業した。花京院ちえり、神楽すず、カルロ・ピノ、もこ田めめめ、ヤマト イオリの5名はアイドル部卒業後、引き続き「.LIVE」に所属し、1期生として活動している。
| 名前          | 誕生日   | 由来の兵姫       | イメージカラー | 備考                  |
| ------------- | -------- | ---------------- | -------------- | --------------------- |
| 牛巻りこ      | 5月12日  | F2A バッファロー | 黄色           | 2021年4月30日満期卒業 |
| 花京院ちえり  | 3月16日  | -                | 桃色           | 1期生として活動中     |
| 神楽すず      | 12月15日 | 鈴谷             | 黄緑色         | 1期生として活動中     |
| カルロ・ピノ  | 7月7日   | P-40             | 薄紫色         | 1期生として活動中     |
| 木曽あずき    | 1月5日   | 木曾             | 紫色           | 2021年4月30日満期卒業 |
| 北上双葉      | 6月16日  | 北上             | 薄桃色         | 2021年4月30日満期卒業 |
| 金剛いろは    | 10月6日  | 金剛             | 薄黄色         | 2021年4月30日満期卒業 |
| 猫乃木もち    | 8月18日  | F6F ヘルキャット | 紅色           | 2019年12月4日契約解除 |
| もこ田めめめ  | 3月23日  | -                | 赤色           | 1期生として活動中     |
| 八重沢なとり  | 8月25日  | 名取             | 緑色           | 2021年4月30日満期卒業 |
| ヤマト イオリ | 11月10日 | 大和             | 水色           | 1期生として活動中     |
| 夜桜たま      | 2月10日  | 多摩             | 白色           | 2019年12月4日契約解除 |